# Hòn Đất (huyện)
Hòn Đất là một huyện thuộc tỉnh Kiên Giang, Việt Nam.

## Địa lý
Huyện Hòn Đất nằm ở phía bắc của tỉnh Kiên Giang, có vị trí địa lý:
- Phía đông giáp thành phố Rạch Giá và huyện Tân Hiệp
- Phía tây giáp huyện Kiên Lương và huyện Giang Thành
- Phía nam giáp vịnh Thái Lan với đường bờ biển dài khoảng 50 km
- Phía bắc giáp huyện Thoại Sơn và huyện Tri Tôn thuộc tỉnh An Giang.

Huyện Hòn Đất có diện tích 1.039,57 km², dân số năm 2020 là 156.770 người, mật độ dân số đạt 151 người/km².
Đây là huyện có diện tích tự nhiên lớn nhất tỉnh Kiên Giang. Trên địa bàn huyện có một hòn cùng tên là Hòn Đất cao 260 m.

## Hành chính

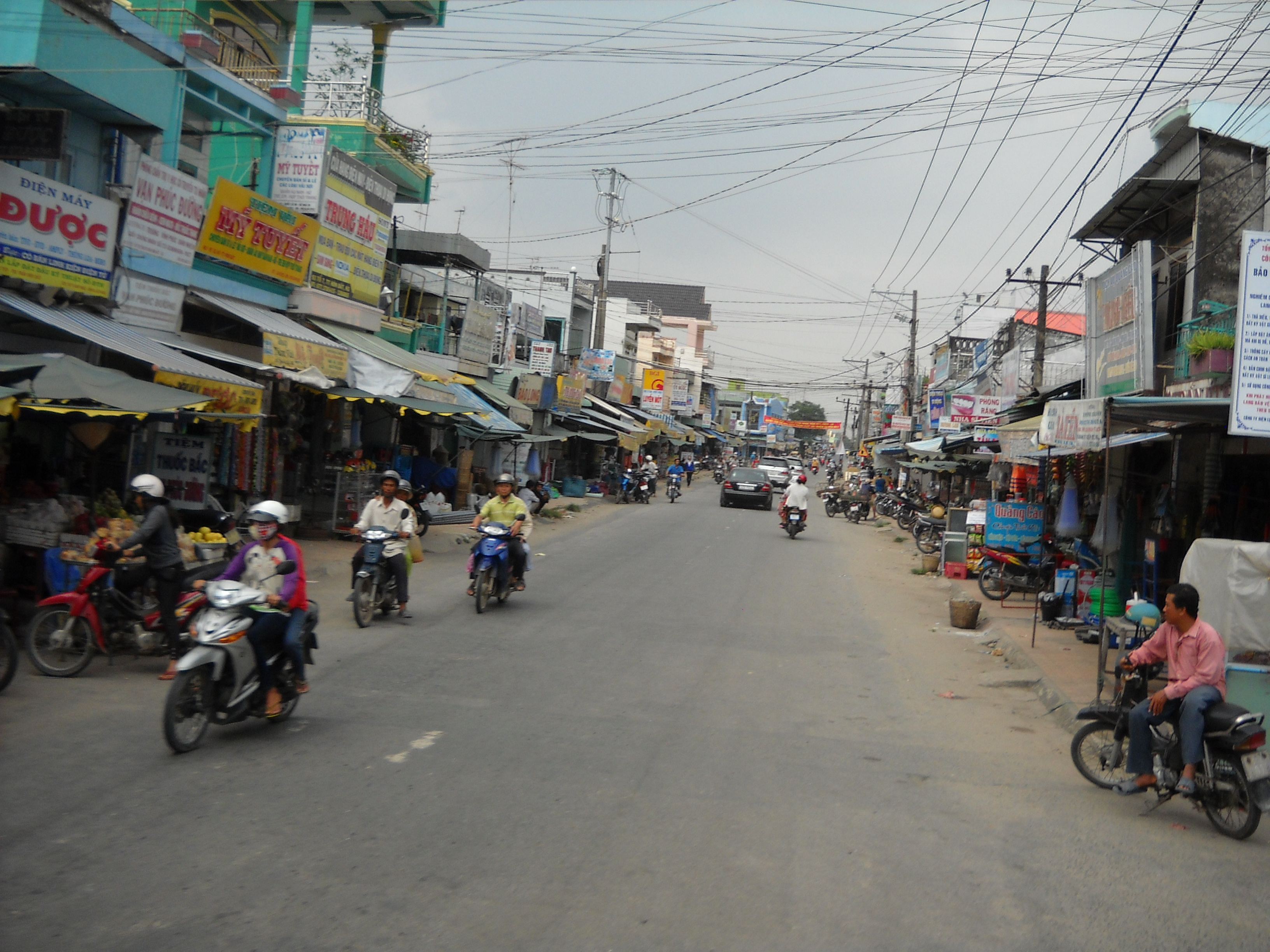
Quốc lộ 80 đi qua thị trấn Hòn Đất

Huyện Hòn Đất có 14 đơn vị hành chính cấp xã trực thuộc,bao gồm 2 thị trấn: Hòn Đất (huyện lỵ), Sóc Sơn và 12 xã: Bình Giang, Bình Sơn, Lình Huỳnh, Mỹ Hiệp Sơn, Mỹ Lâm, Mỹ Phước, Mỹ Thái, Mỹ Thuận, Nam Thái Sơn, Sơn Bình, Sơn Kiên, Thổ Sơn.
Bản đồ hành chính huyện Hòn Đất, tỉnh Kiên Giang
| Đơn vị hành chính cấp xã  | Thị trấn Hòn Đất | Thị trấn Sóc Sơn | Xã Bình Giang | Xã Bình Sơn | Xã Lình Huỳnh | Xã Mỹ Hiệp Sơn | Xã Mỹ Lâm | Xã Mỹ Phước | Xã Mỹ Thái | Xã Mỹ Thuận | Xã Nam Thái Sơn | Xã Sơn Bình | Xã Sơn Kiên | Xã Thổ Sơn |
| ------------------------- | ---------------- | ---------------- | ------------- | ----------- | ------------- | -------------- | --------- | ----------- | ---------- | ----------- | --------------- | ----------- | ----------- | ---------- |
| Diện tích (km²)           | 32,96            | 25,45            | 163,34        | 183,64      | 32,96         | 103,45         | 37,02     | 43,80       | 74,54      | 37,8        | 154,96          | 35,72       | 53,11       | 60,84      |
| Dân số (người)            | 12.676           | 15.998           | 14.920        | 14.289      | 9.349         | 12.598         | 17.849    | 4.646       | 3.594      | 6.412       | 10.755          | 8.195       | 11.233      | 14.256     |
| Mật độ dân số (người/km²) | 385              | 629              | 91            | 78          | 284           | 122            | 482       | 106         | 48         | 170         | 69              | 229         | 212         | 234        |
| Số đơn vị hành chính      | 5 khu phố        | 7 khu phố        | 10 ấp         | 5 ấp        | 4 ấp          | 7 ấp           | 7 ấp      | 5 ấp        | 4 ấp       | 5 ấp        | 10 ấp           | 6 ấp        | 4 ấp        | 6 ấp       |

## Lịch sử

### Trước năm 1956
Thời nhà Nguyễn độc lập, vùng đất Hòn Đất ngày nay lúc bấy giờ thuộc phủ An Biên, tỉnh Hà Tiên. Lúc bấy giờ, cư dân vùng này chủ yếu là người Khmer và người Kinh ở Nam Bộ. Năm 1920, thực dân Pháp thành lập quận Châu Thành thuộc tỉnh Rạch Giá. Lúc này, Hòn Đất chiếm phần lớn đất đai của quận Châu Thành, tỉnh Rạch Giá.
Năm 1941, chính quyền Pháp mới chiêu mộ 750 hộ nông dân ở Thái Bình, Nam Định vào đây sinh sống, lập làng, mở ấp. Bên cạnh những mái nhà lợp lá dừa nước, những mái nhà tranh vách đất đặc trưng của nông thôn miền Bắc đã mọc lên trên mảnh đất này và dần dần tạo nên bản sắc quần cư mới.

### Giai đoạn 1956-1975
Sau năm 1956, chính quyền Việt Nam Cộng hoà đổi tên quận Châu Thành thuộc tỉnh Rạch Giá thành quận Kiên Thành thuộc tỉnh Kiên Giang. Ngày 31 tháng 5 năm 1961, chính quyền Việt Nam Cộng hòa cho thành lập quận Kiên Lương thuộc tỉnh Kiên Giang. Quận Kiên Lương gồm các xã tách từ quận Kiên Thành và quận Hà Tiên cùng thuộc tỉnh Kiên Giang. Từ đó cho đến năm 1975, địa bàn Hòn Đất ngày nay tương ứng với một phần đất đai các quận Kiên Thành và Kiên Lương của chính quyền Việt Nam Cộng hòa.
Tuy nhiên, về phía chính quyền Mặt trận dân tộc giải phóng miền Nam Việt Nam (sau này là Chính phủ Cách mạng lâm thời Cộng hòa Miền Nam Việt Nam) và Việt Nam Dân chủ Cộng hòa, địa bàn quận Kiên Lương và quận Kiên Thành thuộc tỉnh Kiên Giang lúc bấy giờ vẫn do huyện Hà Tiên và huyện Châu Thành cùng thuộc tỉnh Rạch Giá quản lý. Sau đó, khi huyện Châu Thành bị chia ra thành hai huyện: Châu Thành và Châu Thành A thì địa bàn huyện Hòn Đất ngày nay lúc đó chính là huyện Châu Thành A thuộc tỉnh Rạch Giá của phía chính quyền Cách mạng.
Năm 1971, khi Trung ương Cục miền Nam quyết định thành lập tỉnh Châu Hà, tách ra từ tỉnh An Giang, trên phần đất tỉnh Châu Đốc và tỉnh Hà Tiên trước đó thì huyện Hà Tiên, huyện Phú Quốc cùng với huyện Châu Thành A của tỉnh Rạch Giá lại được giao về cho tỉnh Châu Hà quản lý. Đến năm 1974 ba huyện này lại cùng thuộc tỉnh Long Châu Hà.

### Giai đoạn 1975-nay
Địa bàn huyện Hòn Đất thuộc tỉnh Kiên Giang ngày nay chính là địa bàn huyện Châu Thành A thuộc tỉnh Rạch Giá và sau đó thuộc tỉnh Long Châu Hà trước năm 1976.
Sau ngày 30 tháng 4 năm 1975, chính quyền quân quản Cộng hòa miền Nam Việt Nam lúc bấy giờ đã giải thể quận Kiên Lương của chính quyền Việt Nam Cộng hòa trước đây, sáp nhập địa bàn quận vào các huyện Châu Thành A và Hà Tiên cùng thuộc tỉnh Long Châu Hà.
Tháng 2 năm 1976, Chính phủ Việt Nam quyết định tái lập tỉnh Kiên Giang trên cơ sở toàn bộ diện tích tỉnh Rạch Giá và ba huyện: Châu Thành A, Hà Tiên, Phú Quốc vốn thuộc tỉnh Long Châu Hà trước đó. Lúc này, huyện Châu Thành A cũng bị giải thể vào sáp nhập trở lại vào huyện Châu Thành, tỉnh Kiên Giang.
Ngày 3 tháng 6 năm 1978, Hội đồng Chính phủ ra Quyết định số 125-CP về việc chia huyện Châu Thành thành 2 huyện: Hòn Đất và Châu Thành.
Huyện Hòn Đất bao gồm 3 xã: Nam Thái Hoa, Mỹ Lâm, Sóc Sơn của huyện Châu Thành cũ và xã Bình Sơn của huyện Hà Tiên cắt sang.
Khi mới thành lập, huyện Hòn Đất bao gồm 4 xã: Bình Sơn, Mỹ Lâm, Nam Thái Sơn và Sóc Sơn.
Ngày 17 tháng 2 năm 1979, Hội đồng Chính phủ ban hành Quyết định 50-CP về việc chia xã Nam Thái Sơn thành 5 xã: Nam Thái Sơn, Hà Sơn, Thổ Sơn, Hải Sơn và Trung Sơn.
Ngày 27 tháng 9 năm 1983, Hội đồng Bộ trưởng ban hành Quyết định số 107-HĐBT về việc:
- Chia xã Bình Sơn thành 2 xã: Bình Sơn và Bình Giang
- Chia xã Mỹ Lâm thành 3 xã: Mỹ Lâm, Mỹ Hiệp Sơn và Mỹ Phước
- Chia xã Sóc Sơn thành 4 xã: Sóc Sơn, Sơn Hưng, Sơn Kiên và Sơn Thái.

Ngày 24 tháng 5 năm 1988, Hội đồng Bộ trưởng ban hành Quyết định 92-HĐBT về việc:
- Sáp nhập xã Bình Giang vào xã Bình Sơn
- Sáp nhập xã Hà Sơn vào xã Nam Thái Sơn
- Sáp nhập xã Hải Sơn vào xã Thổ Sơn
- Sáp nhập xã Mỹ Lâm vào xã Sóc Sơn
- Hợp nhất 2 xã Sơn Hưng và Mỹ Phước thành lập xã Mỹ Lâm mới
- Thành lập thị trấn Hòn Đất trên cơ sở 4 ấp rưỡi của xã Thổ Sơn và 1 ấp của xã Nam Thái Sơn.

Huyện Hòn Đất lúc này bao gồm thị trấn Hòn Đất và 7 xã: Bình Sơn, Mỹ Hiệp Sơn, Mỹ Lâm, Nam Thái Sơn, Sóc Sơn, Sơn Kiên, Thổ Sơn.
Ngày 18 tháng 3 năm 1997, Chính phủ ban hành Nghị định số 23-CP về việc thành lập xã Bình Giang trên cơ sở 12.793 ha diện tích tự nhiên và 8.434 nhân khẩu của xã Bình Sơn.
Ngày 11 tháng 2 năm 2003, Chính phủ ban hành Nghị định số 10/2003/NĐ-CP về việc thành lập xã Mỹ Phước trên cơ sở 4.279,89 ha diện tích tự nhiên và 6.384 nhân khẩu của xã Mỹ Lâm.
Ngày 8 tháng 1 năm 2004, Chính phủ ban hành Nghị định số 11/2004/NĐ-CP về việc:
- Thành lập thị trấn Sóc Sơn trên cơ sở 2.206,88 ha diện tích tự nhiên và 15.082 nhân khẩu của xã Sóc Sơn
- Đổi tên phần còn lại xã Sóc Sơn thành xã Mỹ Thuận.

Ngày 7 tháng 2 năm 2005, Chính phủ Việt Nam ban hành Nghị định 15/2005/NĐ-CP về việc:
- Thành lập xã Lình Huỳnh trên cơ sở 2.174,83 ha diện tích tự nhiên và 6.999 nhân khẩu của xã Thổ Sơn
- Thành lập xã Mỹ Thái trên cơ sở 5.935 ha diện tích tự nhiên và 5.124 nhân khẩu của xã Nam Thái Sơn.

Ngày 6 tháng 4 năm 2007, Chính phủ ban hành Nghị định 58/2007/NĐ-CP về việc thành lập xã Sơn Bình trên cơ sở điều chỉnh 3.571,53 ha diện tích tự nhiên và 8.288 nhân khẩu của xã Sơn Kiên.
Sau khi điều chỉnh, huyện Hòn Đất có 14 đơn vị hành chính trực thuộc, gồm các xã: Mỹ Thuận, Bình Giang, Mỹ Phước, Nam Thái Sơn, Mỹ Hiệp Sơn, Sơn Kiên, Sơn Bình, Thổ Sơn, Bình Sơn, Mỹ Lâm, Lình Huỳnh, Mỹ Thái và thị trấn Sóc Sơn, thị trấn Hòn Đất.

## Kinh tế - xã hội
Hòn Đất là nơi có diện tích tự nhiên lớn nhất tỉnh Kiên Giang. Nơi đây có diện tích lúa lớn nhất tỉnh khoảng 80.000 ha. Ngoài ra, đây cũng là vùng có tiềm năng phát triển về thủy hải sản, khai thác đá, du lịch,...

### Giáo dục
Hiện nay, trên địa bàn huyện Hòn Đất, có tổng cộng 6 trường THPT bao gồm các trường:
- THPT Hòn Đất (thị trấn Hòn Đất)
- THPT Sóc Sơn (thị trấn Sóc Sơn)
- THPT Bình Sơn (xã Bình Sơn)
- THPT Phan Thị Ràng (xã Thổ Sơn)
- THPT Nguyễn Hùng Hiệp (xã Mỹ Hiệp Sơn)
- THPT Nam Thái Sơn (xã Nam Thái Sơn).

## Du lịch

### Các điểm di tích
- Di tích lịch sử thắng cảnh Quốc Gia Ba Hòn.
- Chùa Sóc Xoài (Kiến Trúc nghệ thuật)
- Di chỉ khảo cổ Giồng Xoài, xã Mỹ Hiệp Sơn
- Di tích Nền Chùa, xã Mỹ Phước
- Bia chiến thắng Sóc Xoài, xã Mỹ Lâm
- Đề thờ đức thánh Trần Hưng Đạo, xã Sơn Kiên

### Thắng cảnh
- Di tích lịch sử thắng cảnh Quốc Gia Ba Hòn.
- Khu sinh thái Đồng Sen Đất Hòn
- Tháp truyền hình Hòn Me
- Xóm lò Đầu Doi
- Suối Lươn.

## Danh nhân
Huyện có nhiều anh hùng liệt sĩ trong cuộc kháng chiến chống Mỹ của Việt Nam tiêu biểu là nữ anh hùng Phan Thị Ràng, nguyên mẫu của nhân vật chị Sứ (nhân vật chính) trong tác phẩm "Hòn Đất" của nhà văn Anh Đức.

## Hình ảnh

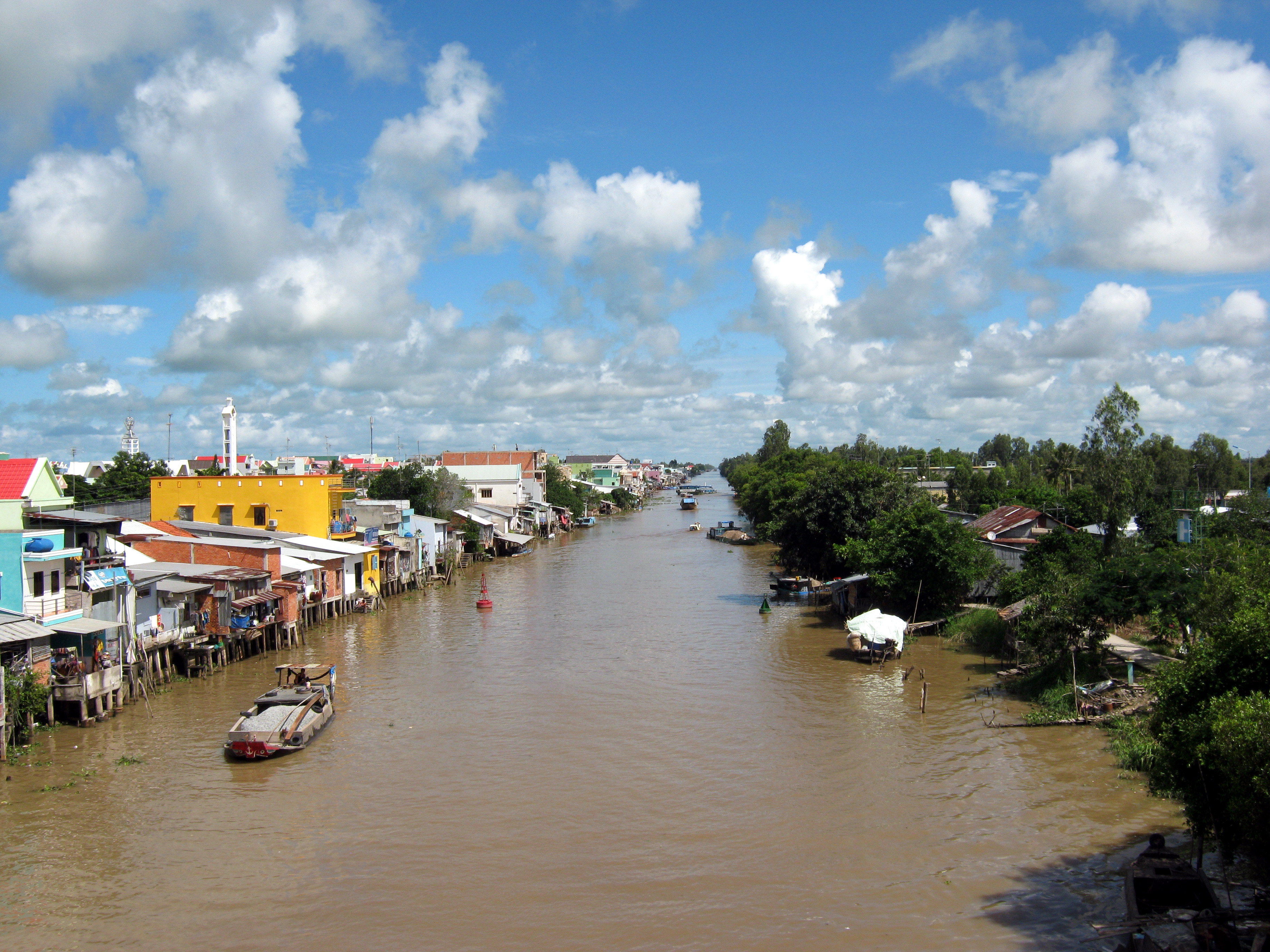
Kênh đào Rạch Giá - Hà Tiên, đoạn chảy qua thị trấn Hòn Đất
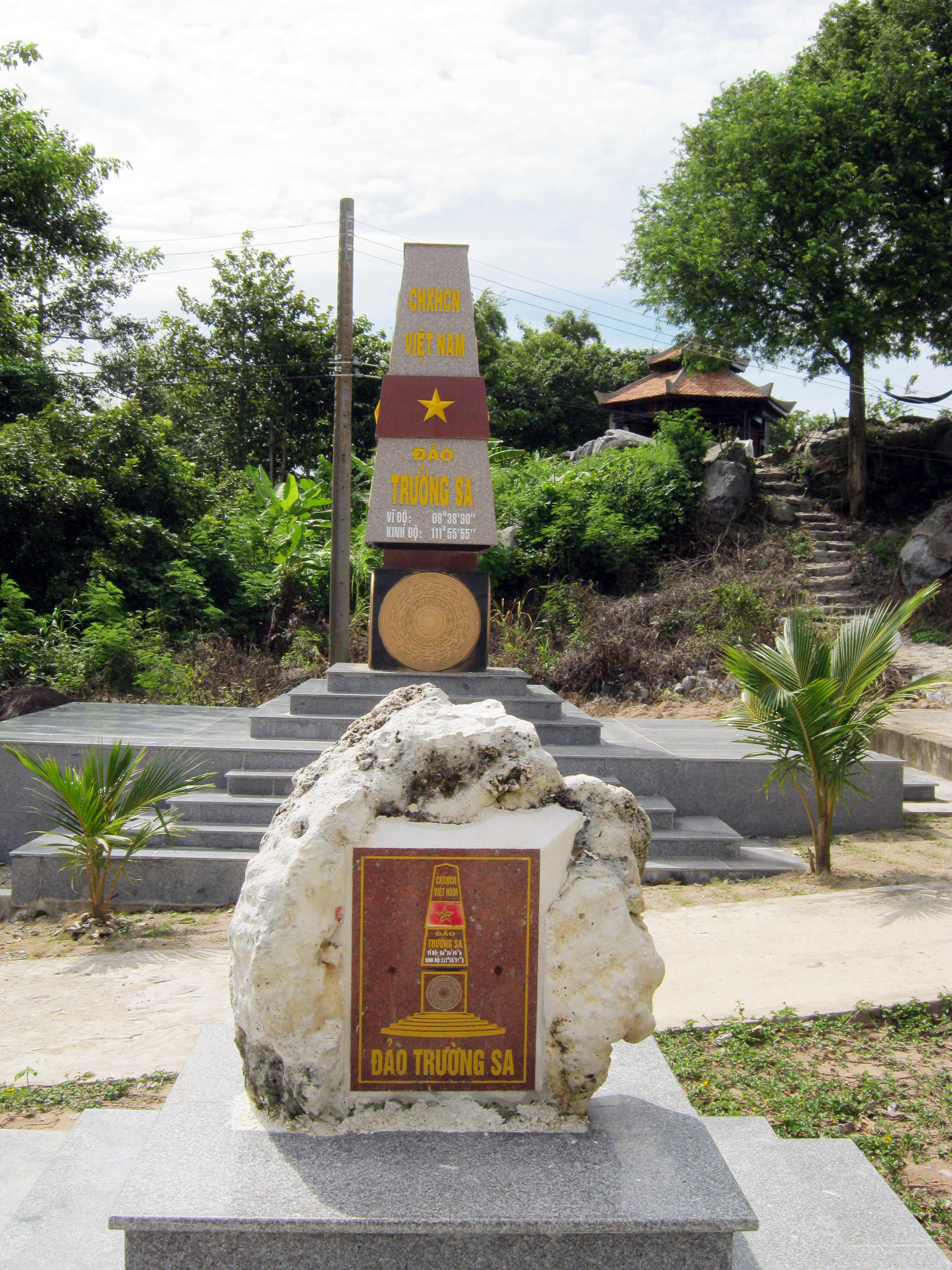
Cột mốc chủ quyền Trường Sa (mô phỏng) trên đỉnh Hòn Me, thuộc huyện Hòn Đất.
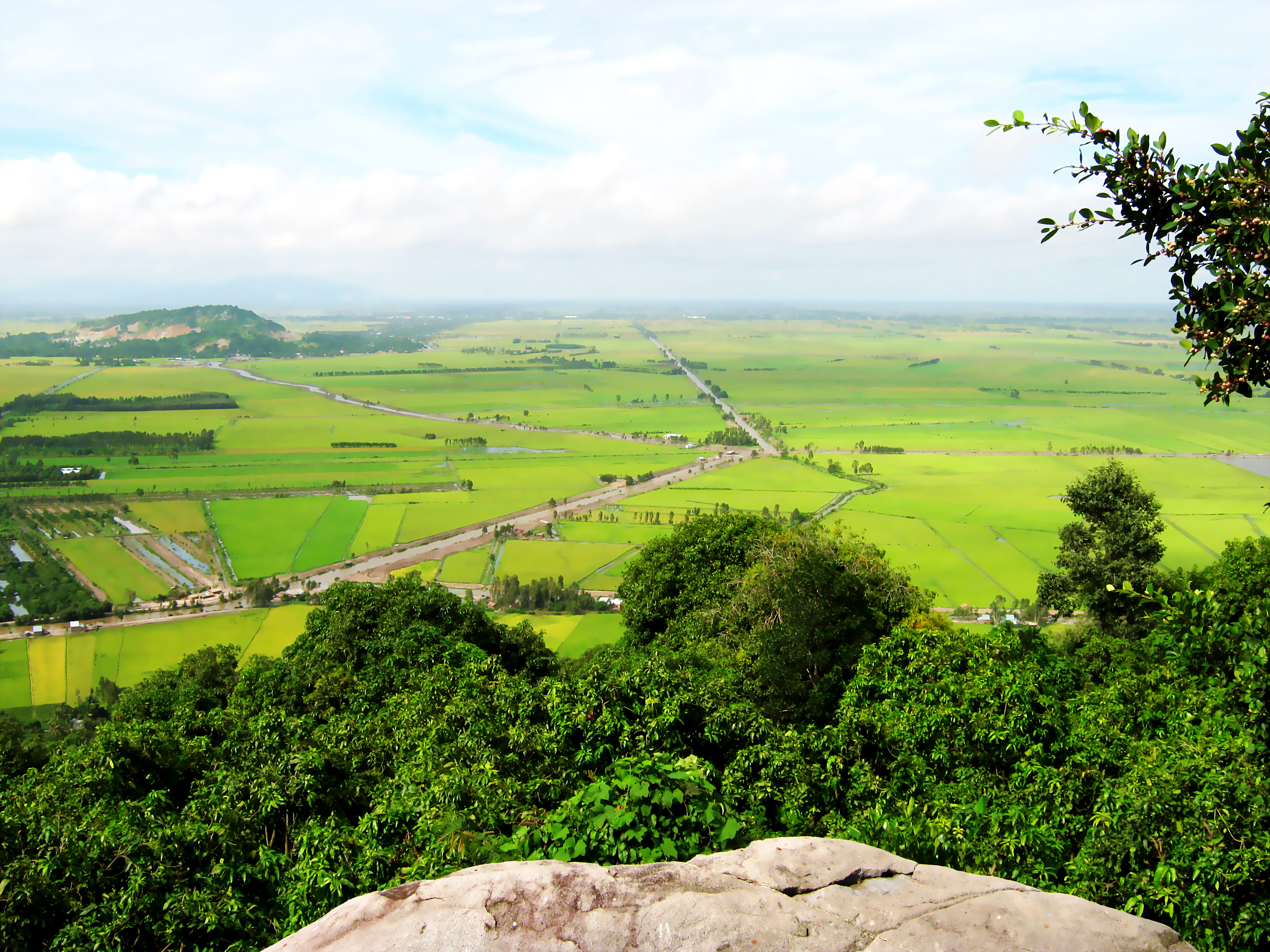
Một cánh đồng rộng lớn tại Hòn Đất.
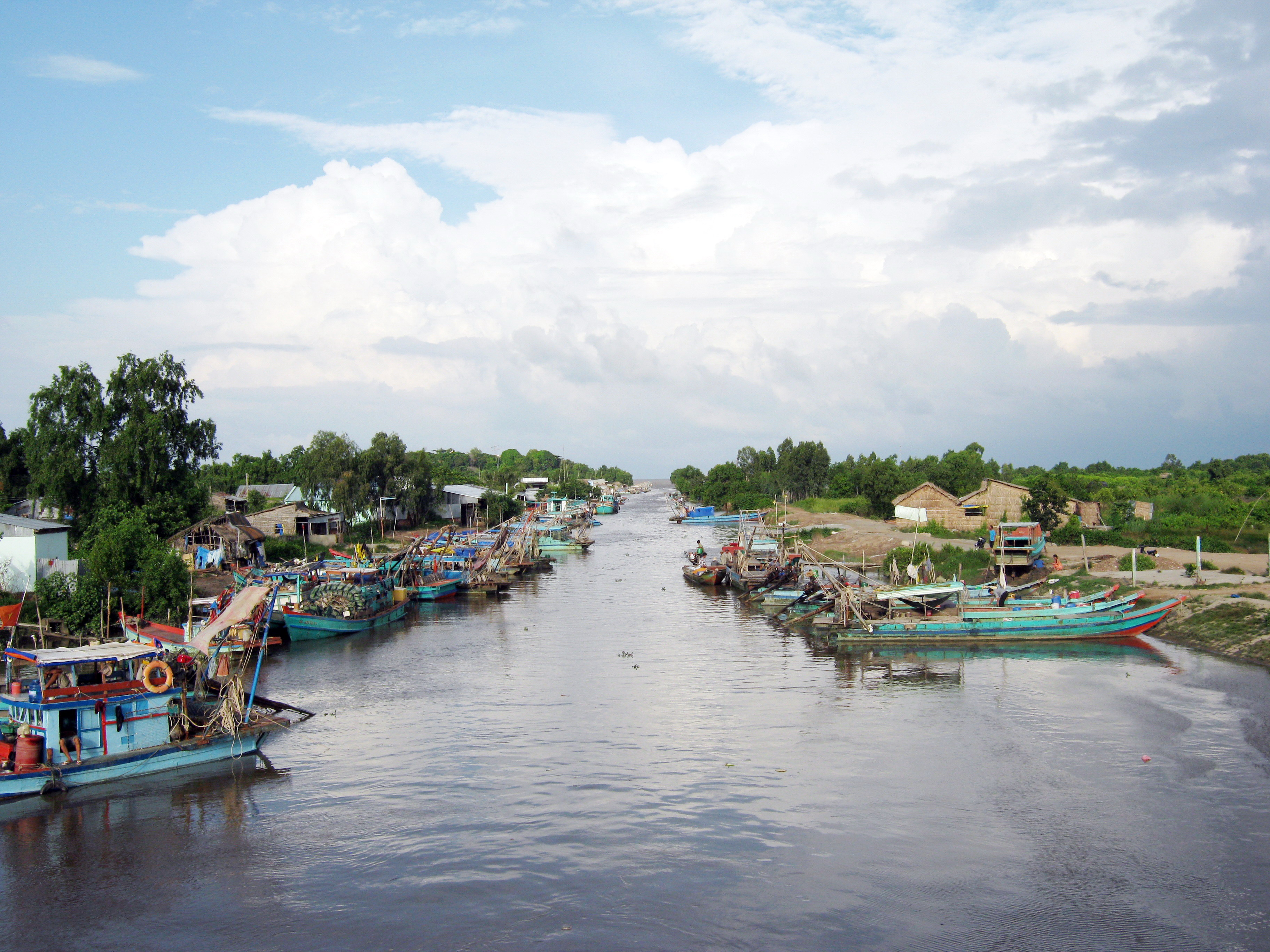
Bến cá Hòn Quéo.
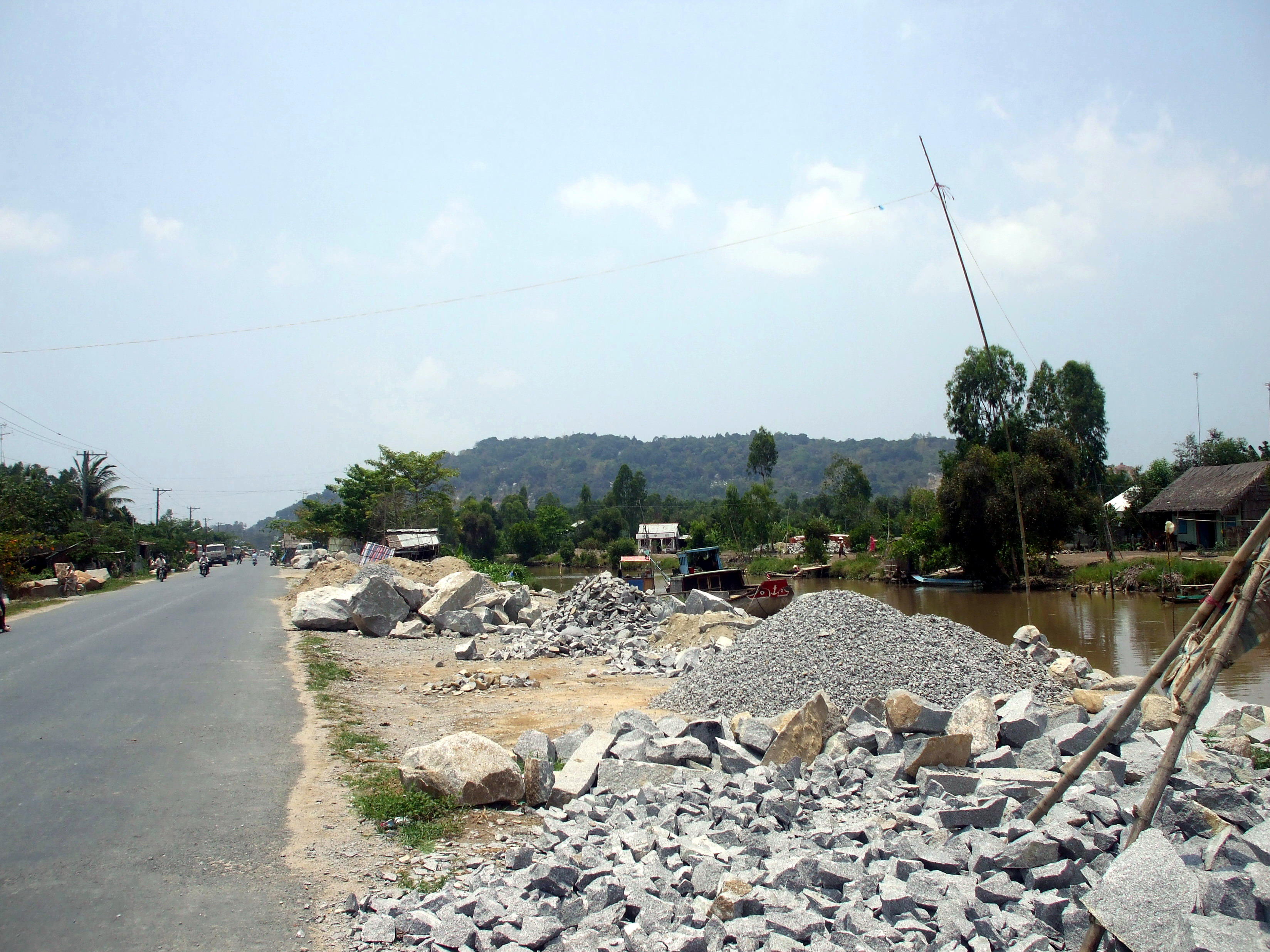
Đá khai thác ở Hòn Sóc được bày bán bên đường.
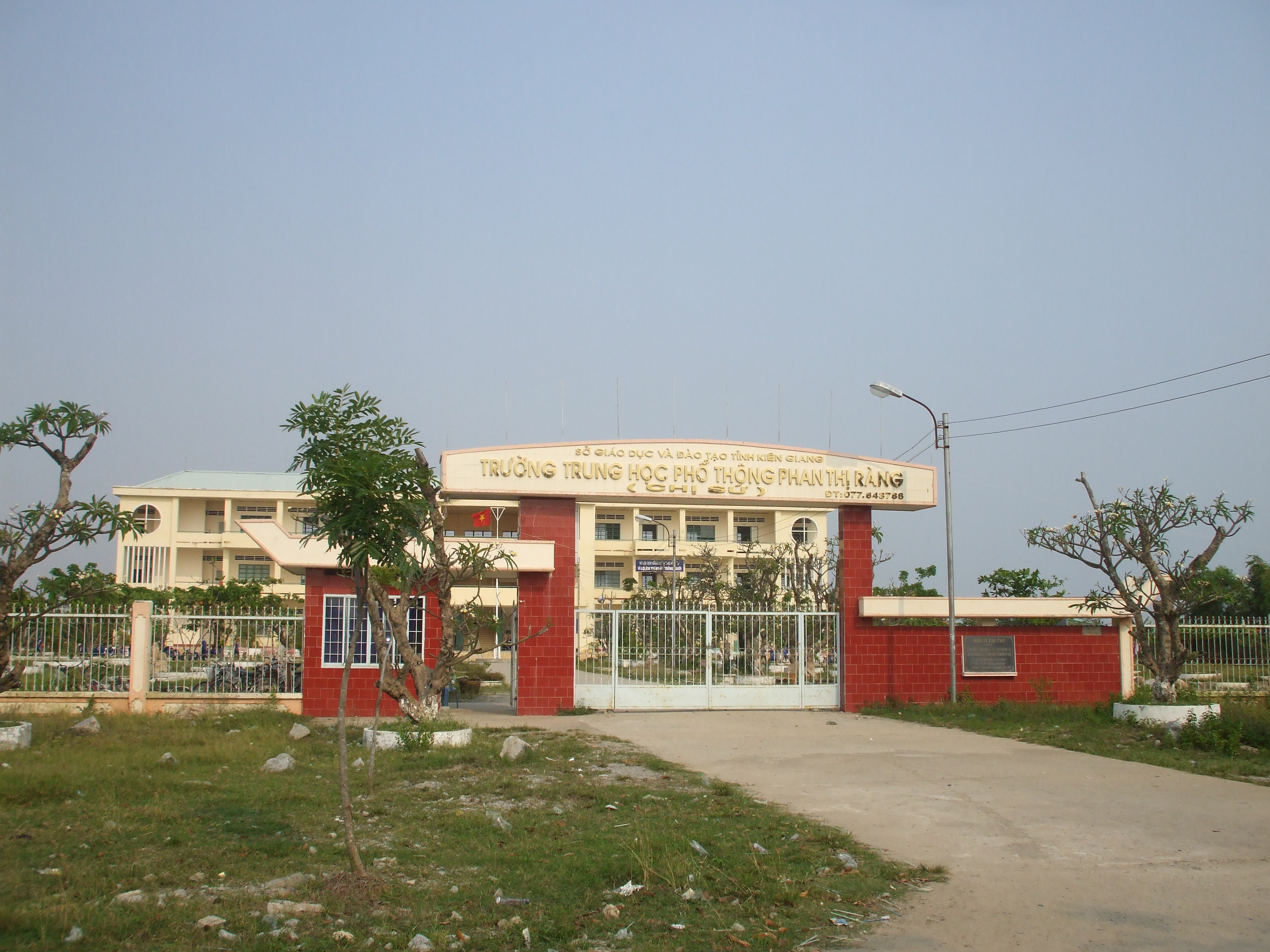
Trường Trung học Phan Thị Ràng.
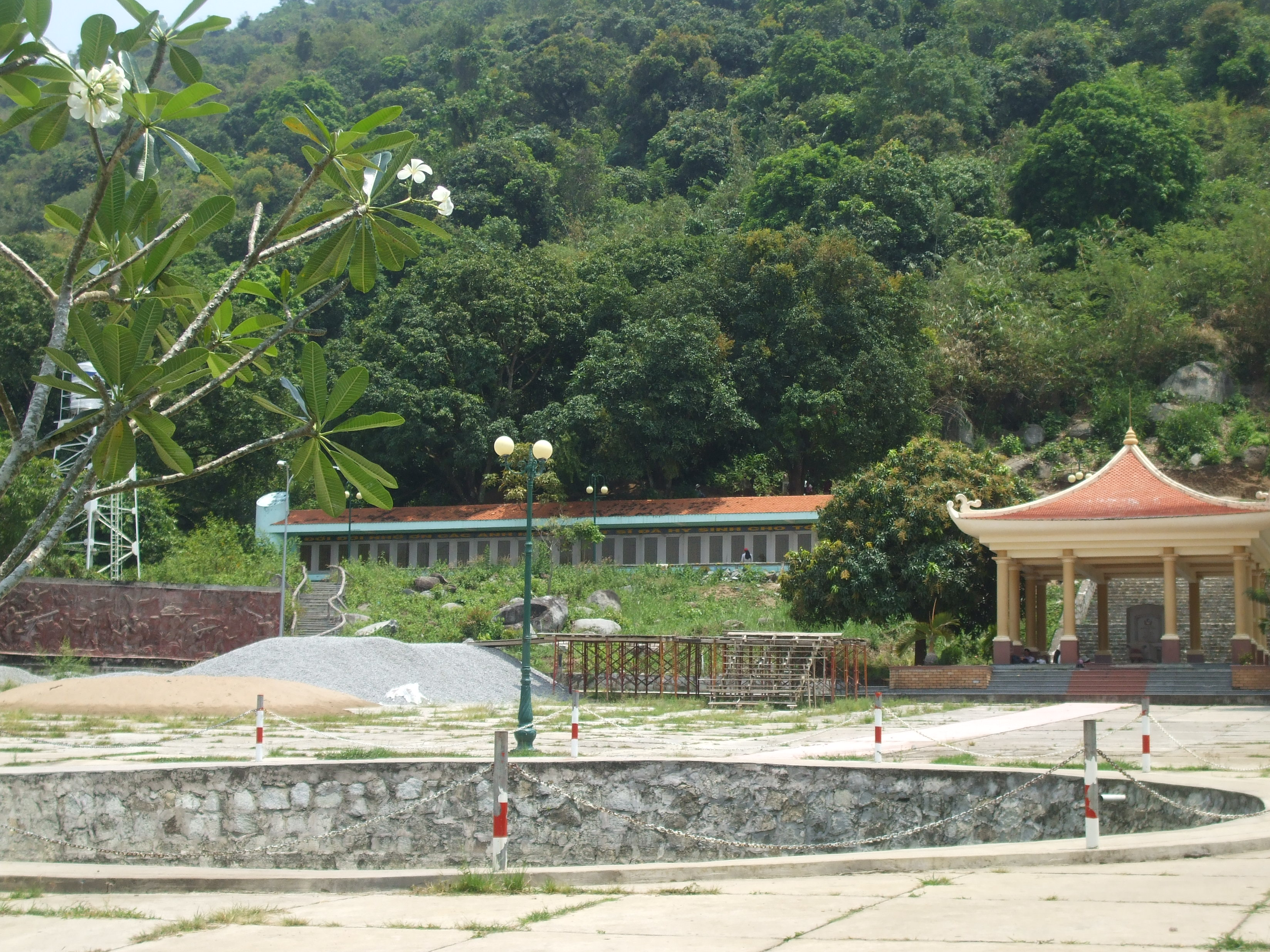
Mộ Phan Thị Ràng (tức chị Sứ, nhân vật chính trong tiểu thuyết Hòn Đất).